# Sanguéya
Sanguéya est une ville de l'ouest de la Guinée, située dans la préfecture comme dans la région de Boké.

## Population
La population de sanguéya était de 8 217 habitant en 2008.